# Saint-Quentin-du-Dropt
 Saint-Quentin-du-Dropt  es una población y comuna francesa, en la región de Aquitania, departamento de Lot y Garona, en el distrito de Villeneuve-sur-Lot y cantón de Castillonnès.

## Demografía
| 258 | 233 | 195 | 185 | 150 | 175 |
| Para los censos de 1962 a 1999 la población legal corresponde a la población sin duplicidades (Fuente: INSEE [Consultar]) |     |     |     |     |     |